# 청주 신중엄 신도비
청주 신중엄 신도비(淸原 申仲淹 神道碑)는 충청북도 청주시 상당구 낭성면에 있는, 조선 선조 때의 문신인 신중엄(1522∼1604) 선생의 신도비이다. 1987년 3월 31일 충청북도의 유형문화재 제161호로 지정되었다.

## 개요
신도비란 임금이나 고관의 평생업적을 기록하여 그의 무덤 남동쪽에 세워두는 것으로, 이 비는 조선 선조 때의 문신인 신중엄(1522∼1604) 선생의 행적을 기리고 있다.
신중암 선생은 일찌기 부모를 여의고 계모와 동생을 효와 성실로써 극진하게 받들어 그 효행이 널리 알려졌다. 벼슬길에 올라서도 군민들을 어질게 다스렸고, 임진왜란 때에는 군량미가 부족하여 어려움을 겪는 것을 보고, 자신의 식량으로 이를 조달하는 등 나랏일에도 노력을 다하였다. 이에 조정에서는 첨지중추부사에 임명하였고, 선생이 팔순에 이르니 더욱 벼슬을 올리어 가선대부동지중추부사를 맡기었다. 선생이 생을 마친 후에는 좌찬성에 오르기도 하였다.
광해군 원년(1609) 심희수가 비문을 짓고 이산뢰가 글씨를 써서, 10년 후인 광해군 11년(1619)에 비를 세웠다.

## 같이 보기
- 신중엄

## 참고 자료
- 청주 신중엄 신도비 - 국가유산청 국가유산포털